# Ambrose McCarthy Patterson
Ambrose McCarthy Patterson (* 29. Juni 1877 in Daylesford, Victoria, Australien; † 26. Dezember 1966 in Seattle, Washington, USA) war ein australisch-amerikanischer Maler und Grafiker.

## Leben
Ambrose McCarthy Patterson wurde in Daylesford, Victoria geboren. Er studierte an der National Gallery Art School in Melbourne unter E. Phillips Fox und Tudor St. George Tucker. Später setzte er seine Ausbildung in Paris an der Académie Colarossi und der Académie Julian fort, wo er unter anderem bei Lucien Simon, André Lhote und Maxime Maufra studierte. In Paris schloss er Freundschaft mit der australischen Sopranistin Nellie Melba, die es ihm ermöglichte, bei John Singer Sargent zu studieren. Er nimmt an den ersten Ausstellungen des Salon d’Automne teil und stellt 1905 mit Künstlern wie Henri Matisse aus.
1916 reiste Ambrose McCarthy Patterson nach Hawaii und blieb dort 18 Monate, in denen er sich intensiv mit der Darstellung des Kilauea beschäftigte. 1918 zog er nach Seattle, Washington, wo er als freischaffender Künstler arbeitete. 1919 gründete er die School of Painting and Design an der University of Washington und lehrte dort bis zu seiner Emeritierung 1947. 1922 heiratete er seine ehemalige Schülerin, die Malerin Viola Hansen. Patterson starb 1966 in Seattle.

## Werk
Ambrose McCarthy Patterson war ein vielseitiger Künstler, der sowohl in der Malerei als auch in der Grafik tätig war. Sein Werk zeigt Einflüsse des Impressionismus und des Fauvismus, die durch seine Studienzeit in Paris geprägt wurden. Besonders bekannt sind seine Darstellungen hawaiianischer Landschaften und Szenen, die er während seines Aufenthalts auf den Inseln schuf. Seine Werke wurden in bedeutenden Institutionen wie dem Art Institute of Chicago, dem Museum of Modern Art in New York und der National Gallery of Art in Washington, D.C. ausgestellt.